# ホーエンローダ
ホーエンローダ (ドイツ語: Hohenroda) はドイツ連邦共和国ヘッセン州カッセル行政管区のヘルスフェルト＝ローテンブルク郡に属す町村（以下、本項では便宜上「町」と記述する）である。この町はテューリンゲン州との州境に面している。

## 地理
この町はクッペンレーン地方に位置している。ヘッシシェス・ケーゲルシュピール連山の最高峰であるゾイスベルクは西の町境に位置している。
最寄りの大きな都市には、バート・ヘルスフェルト（北西約 20 km）とフルダ（南西約 32 km）がある。

### 隣接する町村
ホーエンローダは、北はフィリップスタール (ヴェラ)（ヘルスフェルト＝ローテンブルク郡）、東はウンターブライツバッハ、南東はブットラー（ともにテューリンゲン州ヴァルトブルク郡）、南はアイターフェルト（フルダ郡）、西はシェンクレングスフェルト、北西はフリーデヴァルト（ともにヘルスフェルト＝ローテンブルク郡）と境を接している。

### 自治体の構成
ホーエンローダ町は、アウスバッハ、グラーム、マンスバッハ、オーバーブライツバッハ、ランスバッハ、ゾイスリーデンの各地区からなる。

## 歴史
マンスバッハは1232年に初めて文献に記録されており、おそらくその成立からマンスバッハ騎士家に依存している。ランスバッハは1254年に初めて、アムト・ランデックの村として記録されている。
マンスバッハ家は、半独立の小勢力を形成しており、隣接するフルダ修道院、ヘルスフェルト修道院、ヘッセン方伯との関係を利用しながら存続していた。
マンスバッハ城はフルダ修道院の院長ベルト4世によって1274年から1286年の間に破壊された。この城は14世紀から15世紀に再建された後、レーエンとされたり、自由世襲地になったりした。1364年にマンスバッハ家はフルダ修道院院長からこの村の裁判権を授けられた。1662年にガイゾー家がマンスバッハ家から土地を購入し、城館を建設した。1806年の陪臣化までこの村はフルダ修道院院長によって小作農地として利用されていたが、実際には3つの帝国自由騎士領からなっていた。

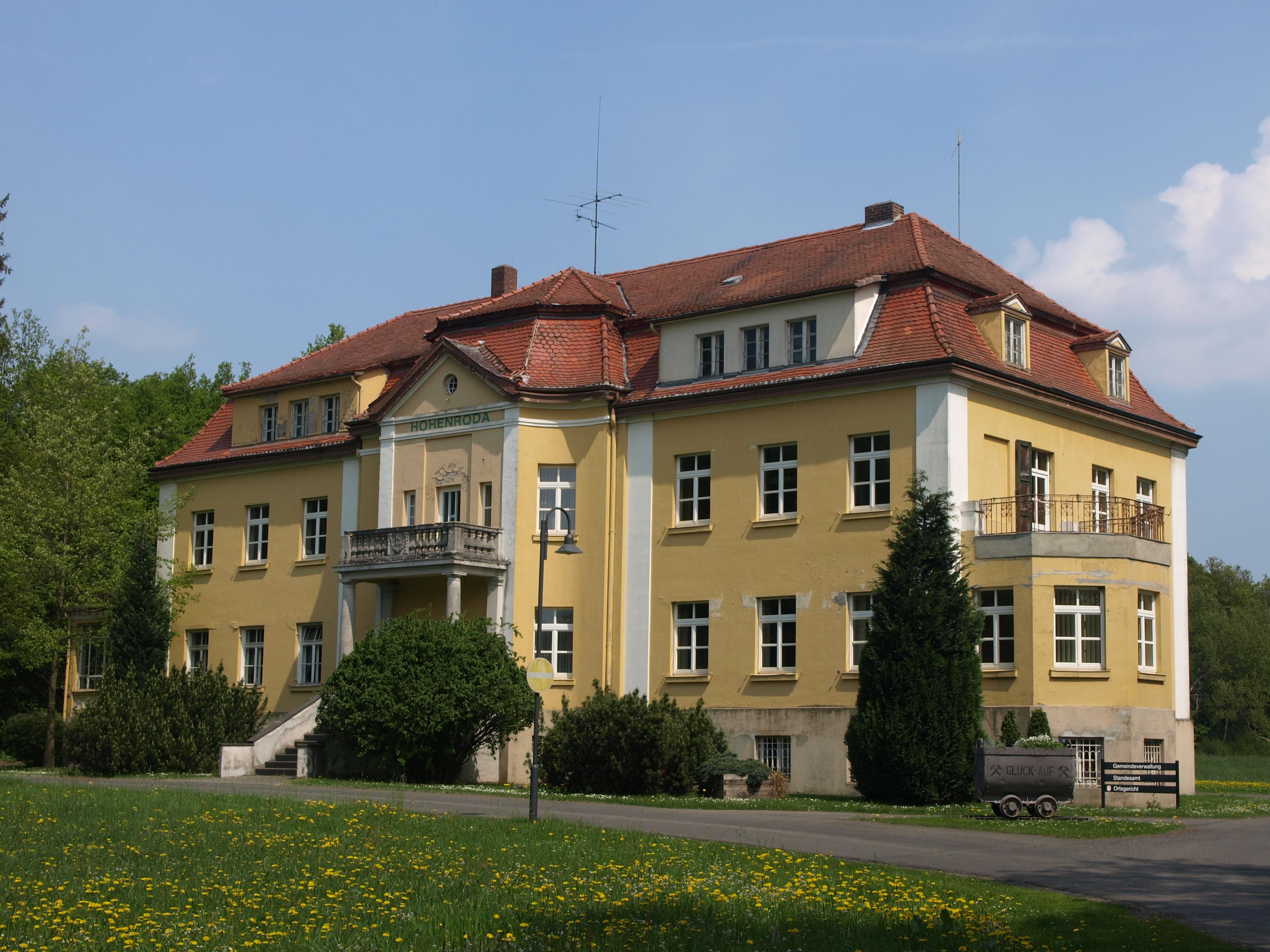
ホーエンローダ城（旧町役場）

20世紀初め、企業家アドルフ・フーペルツ（当時リーネック城の所有者でもあった）はマンスバッハ、グラーム、オーバーブライツバッハに 1,700モルゲンの土地を有していた。彼はこの土地にグート（またはグーツベツィルク）・ヘーエンローダと呼ばれる農場を建設した。この農場はオーバーブライツバッハに属した。1907年から1909年にかけてフーペルツはこの農場に、庭園を有する領主館を建設した。この建物はホーエンローダ城と名付けられた。1971年2月1日に旧町村が合併し、新たな町が形成された際、この農場・城館にちなんで町名がつけられた。1988年以降、町の行政本部もこの旧領主館に入居した。町は2007年にこの建物を購入した。2017年1月現在この城館は販売されている。

### 町村合併
ホーエンローダ町は、1971年2月1日にマンスバッハ（ヒュンフェルト郡）とランスバッハが合併して成立した。1972年2月1日にアウスバッハもこれに加わった。
これ以前に、グラームは1968年9月1日にランスバッハに合併しており、ゾイスリーデンは1970年1月1日に、オーバーブライツバッハは1970年7月1日にマンスバッハに合併していた。

## 行政

### 議会
ホーエンローダの町議会は23議席で構成されている。

### 首長
2013年9月1日からアンドレ・シュテンダ（無所属）がホーエンローダの町長を務めている。彼は2013年5月12日の町長選挙で 70.7 % の票を獲得して当選した。この選挙の投票率は 74.2 % であった。
シュテンダは、就任時点にはヘッセン州で最も若い首長であった。

### 紋章
図柄: 銀地と赤地に放射状に6分割されている。それぞれに地色と反対の色で合計6枚の葉が描かれている。
解説: 6枚の葉は、6つの独立していた町村が合併して成立した町であることを象徴している。葉はリンゴの木の葉であり、これによってアウスバッハの名前の由来となったリンゴの種「アウスバッヒャー・ロートアプフェル」を表している。このリンゴからはしばしばリンゴ酒が作られる。銀と赤の配色はマンスバッハ家、ヘッセン選帝侯家、ランスバッハ町の紋章に由来する。放射状の地は、やはりマンスバッハの紋章に由来する。

## 文化と見所

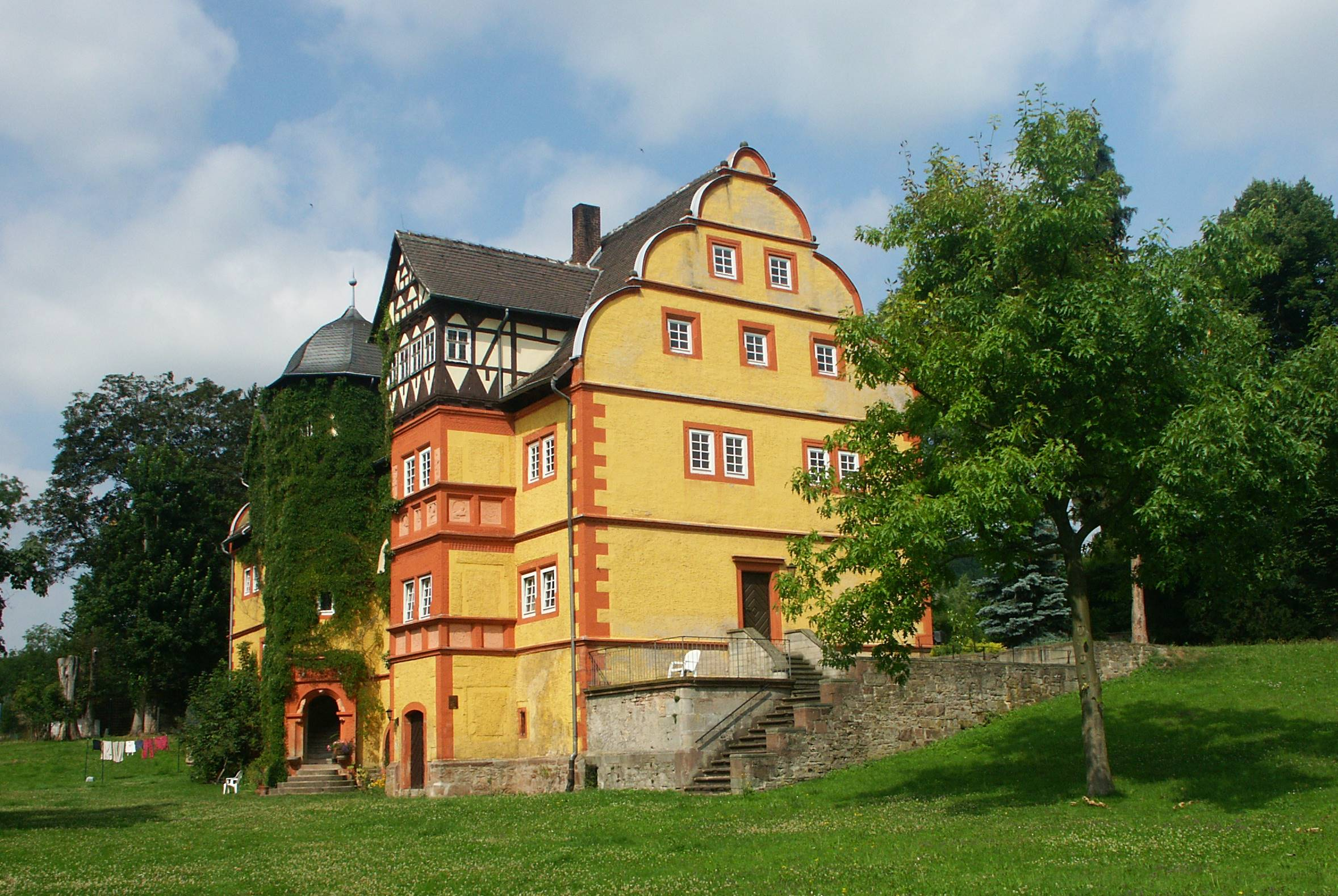
ガイゾー城

### 博物館
- マンスバッハのガイゾー城の木組み建築内にある郷土資料室

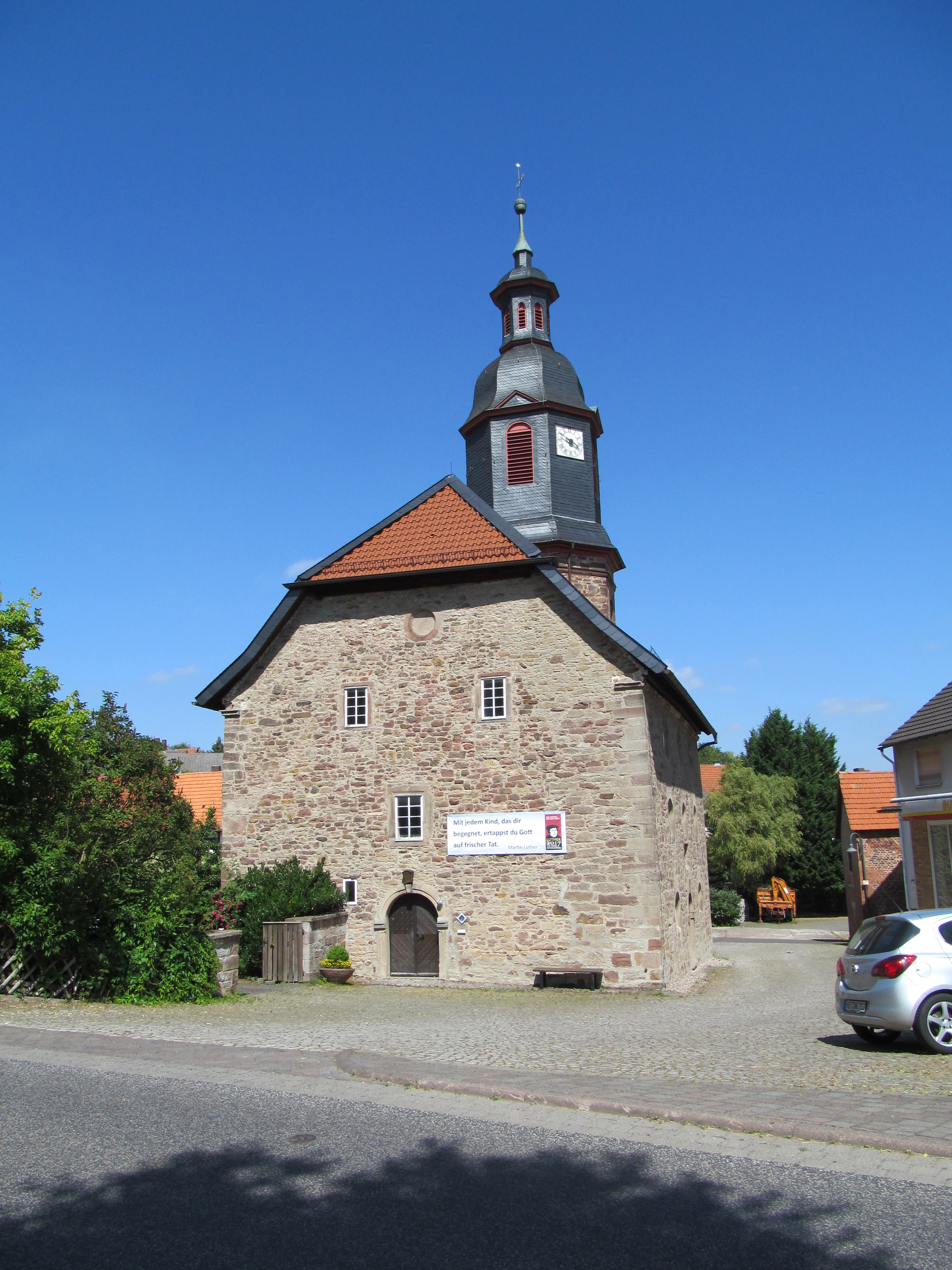
マンスバッハの教会

- アウスバッハの郷土資料室
- ランスバッハ博物館
- 国境資料室（東西ドイツ国境）

### 建築
- マンスバッハのバロック様式の村の教会（内陣は1280年頃建造、旧マンスバッハ家霊廟礼拝堂）
- 1590年頃に建造されたウンターホーフ（「青い城」マンスバッハ家の居館）
- マンスバッハのガイゾー城（1577年 - 1578年 建造）
- マンスバッハ近郊のグラスブルク（8世紀から）
- マンスバッハのユダヤ人墓地
- ホーエンローダ城

- ウンターホーフ「青い城」
- ガイゾー城背面側